# アレクサンダー・ツー・ドーナ＝シュロビッテン

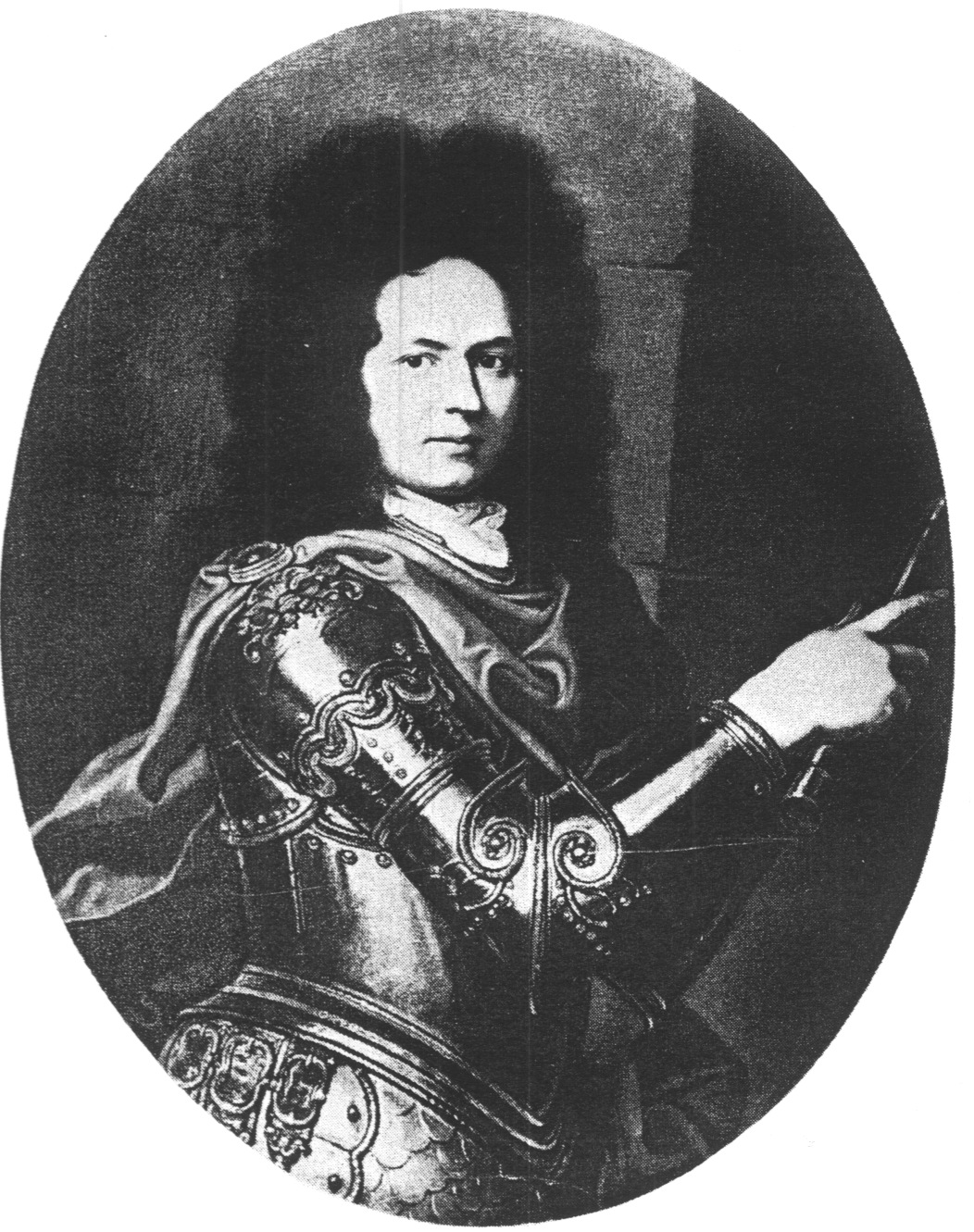
アレクサンダー・ツー・ドーナ＝シュロビッテン、ゲデオン・ロマンドン(Gédéon Romandon)画

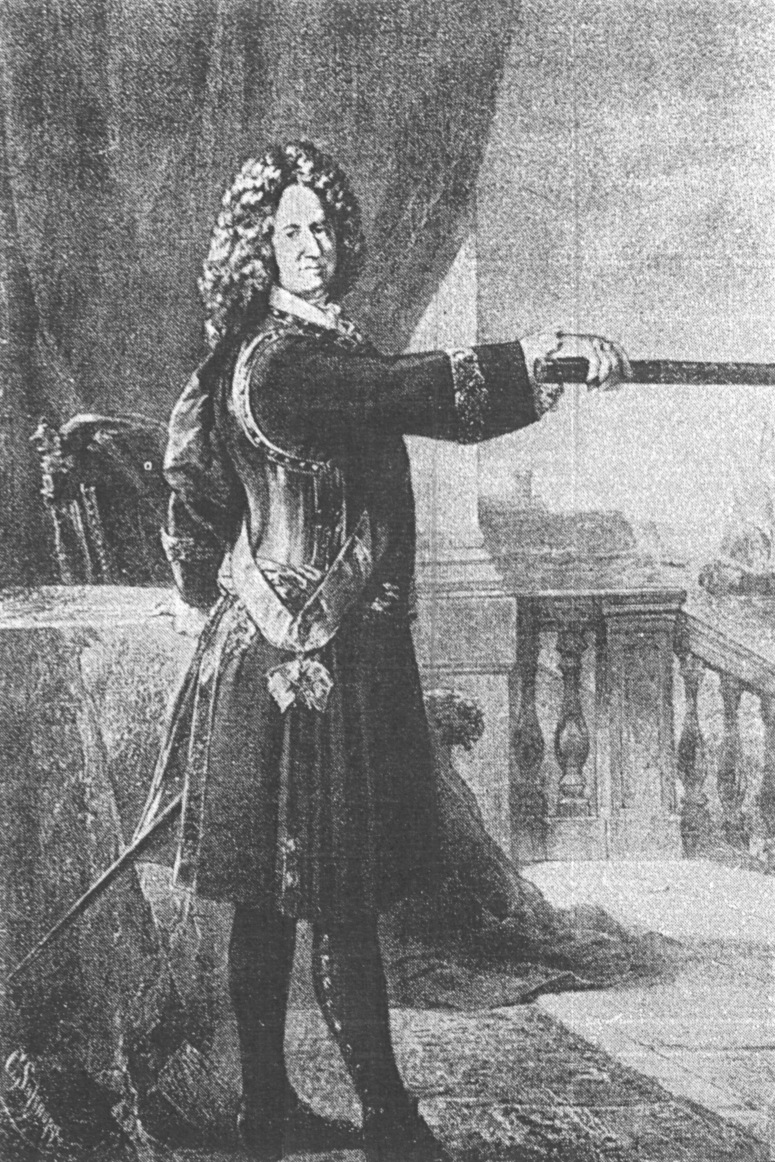
ドーナ＝シュロビッテン伯爵アレクサンダー

アレクサンダー・ブルクグラーフ・ウント・グラーフ・ツー・ドーナ＝シュロビッテン（Alexander Burggraf und Graf zu Dohna-Schlobitten, 1661年1月25日 コペット城、レマン湖畔 - 1728年2月25日 ケーニヒスベルク）は、ブランデンブルク＝プロイセンの貴族、将軍、元帥、外交官。城伯および伯爵。

## 生涯
南仏オランジュ公領（オラニエ＝ナッサウ家の世襲領）の総督を務めたフリードリヒ・フォン・ドーナ伯爵（1621年 - 1688年）と、そのフランス人の妻エスペランス・デュ・ピュイ・ド・モンブルン＝フェラシエール（Esperance du Puy de Montbrun-Ferrassières, 1638年 - 1690年）の間の息子として生まれた。弟のクリストフとともに哲学者ピエール・ベールに教育を受け、長期のグランドツアーにも赴いた。
1679年にブランデンブルク＝プロイセン軍に仕官し、東プロイセンのモールンゲン（現在のポーランド領ヴァルミア＝マズールィ県モロンク）およびリープシュタット（現在のヴァルミア＝マズールィ県ミワコヴォ）の郡代官（Amtshauptmann）に任命された。1686年に陸軍大佐に昇進、また名目的な枢密顧問官に就任する。選帝侯フリードリヒ3世（後のプロイセン王フリードリヒ1世）によって何度かポーランド共和国への外交使節として送り込まれ、1688年にはプロイセンとポーランドの友好条約を更新することに成功した。
1689年から1690年にかけてフランスとの戦争（大同盟戦争）に参加した。1689年10月10日にボンで進軍中に襲撃されて負傷したが、その9日後の10月19日に准将（Generalwachtmeister）に昇進した。1690年10月9日には少将となり、同時に東プロイセン駐屯第16歩兵連隊（Altpreußisches Infanterieregiment No. 16）の連隊長に任命される。その後、外交使節としてストックホルムに赴任し、1691年2月1日には正式な枢密顧問官会議の一員に加わった。1692年にはピーラウ（現在のロシア領カリーニングラード州バルチースク）の知事となった。
1693年にはネーデルラントでのフランス軍との戦争に参加し、1695年1月25日に中将に昇進する。その1カ月後に選帝侯家の世継ぎ公子フリードリヒ・ヴィルヘルム（後の国王フリードリヒ・ヴィルヘルム1世）の傅育官長（Oberhofmeister）に任命され、この職を9年近く務めた。1701年1月17日には、創設されたばかりの黒鷲勲章を最も早くに授与された1人となった。
宰相のコルベ・フォン・ヴァルテンブルク伯爵とは敵対関係にあり、このため1704年より長く宮廷から遠ざかり、枢密顧問官会議にのみ出席した。ヴァルテンブルクの失脚後は再び国政の中枢に戻り、プロイセン国有地回復担当委員会（Kommission zur Herstellung des Kammer- und Domänewesens in Preußen）の委員長を務めた。そして1712年から亡くなるまで、ケーニヒスベルクに置かれたプロイセン州政府の長を務めていた。1713年3月25日に歩兵大将に、同年9月5日に元帥に昇進した。
1684年9月10日に同族のアマーリエ・ルイーゼ・ツー・ドーナ＝カルヴィンデン伯爵夫人（1661年 - 1724年）と最初の結婚をし、間に6男8女の14人の子女をもうけた。うち、成人したのは7人（2男5女）である。最初の妻と死別後、1725年12月26日にヨハンナ・ゾフィー・ツー・ドーナ＝ライヒェルツヴァルデ伯爵夫人（1682年 - 1735年）と再婚したが、間に子供は無かった。ドーナ＝シュロビッテンはラウジッツの古参の名門貴族ドーナ家の分枝ドーナ＝シュロビッテン家（Dohna-Schlobitten）の始祖である。

## 子女
成育した7人の子女は以下の通りである。
- 長男：アルブレヒト・クリストフ（1698年 - 1752年） - 大佐・歩兵連隊長、王妃ゾフィー・ドロテアの執事長
- 次男：アレクサンダー・エミール（1704年 - 1745年） - 大佐・歩兵連隊長、ゾーアの戦いで討死
- 次女：アマーリエ・ルイーゼ（1686年 - 1757年） - 1701年にオットー・マグヌス・フォン・デーンホフ伯爵と結婚、1725年にフリードリヒ・ヴィルヘルム・フォン・シュヴェリーン伯爵と再婚
- 四女：ルイーゼ・シャルロッテ（1688年 - 1736年） - 1704年、ヴィート＝ノイヴィート伯フリードリヒ・ヴィルヘルムと結婚
- 六女：ウルズラ・アンナ（1693年 - 1737年） - 1713年、リッペ＝デトモルト＝ザムロート伯フェルディナント・クリスティアンと結婚
- 七女：ゾフィー・ヴィルヘルミーネ（1697年 - 1754年） - 1721年、フリードリヒ・ルートヴィヒ・ツー・ドーナ＝カルヴィンデン伯爵（同族）と結婚
- 八女：ヨハンナ・シャルロッテ（1699年 - 1726年） - 1719年、カール・フロールス・ツー・ドーナ＝シュロディエン伯爵（従兄）と結婚